# Slovenský Pohár 2012-2013
La Coppa di Slovacchia 2012-13 (in slovacco 2012-13 Slovenský Pohár) è la ventesima edizione del torneo. È iniziata il 7 agosto 2012 ed è terminata il 1º maggio 2013.
Lo Slovan Bratislava ha vinto il trofeo per la 6ª volta.

## Primo turno
| Squadra 1          | Risultato         | Squadra 2          |
| ------------------ | ----------------- | ------------------ |
| 7 agosto 2012      |                   |                    |
| Petržalka          | 3 – 1             | Šamorín            |
| Slovan Duslo Šaľa  | 0 – 0 (3 – 5 dtr) | Slovan Nemšová     |
| Sokol Dolná Ždaňa  | 8 – 0             | Nové Zámky         |
| Dunajská Lužná     | 2 – 2 (5 – 4 dtr) | Dubnica            |
| Haniska            | 1 – 2             | Partizán Bardejov  |
| Rimavská Sobota    | 2 – 0             | Liptovský Mikuláš  |
| Lučenec            | 0 – 0 (4 – 2 dtr) | Zemplín Michalovce |
| Moravany nad Váhom | 2 – 1             | Piešťany           |
| Bodva M.n.B.       | 0 – 1             | Podbrezová         |
| 8 agosto 2012      |                   |                    |
| Bystrica           | 0 – 2             | Sereď              |
| 22 agosto 2012     |                   |                    |
| Fomat Martin       | 1 – 3             | Poprad             |

## Secondo turno
| Squadra 1          | Risultato         | Squadra 2            |
| ------------------ | ----------------- | -------------------- |
| 28 agosto 2012     |                   |                      |
| Podbrezová         | 0 – 0 (4 – 5 dtr) | ViOn Z.M.            |
| Partizán Bardejov  | 3 – 0             | Odeva Lipany         |
| Dunajská Lužná     | 0 – 2             | Spartak Myjava       |
| Slovan Nemšová     | 0 – 4             | AS Trenčín           |
| Námestovo          | 0 – 1             | Dukla B.B.           |
| Poprad             | 1 – 2             | VSS Košice           |
| Lokomotíva Košice  | 1 – 1 (4 – 3 dtr) | Lučenec              |
| Petržalka          | 0 – 3             | Nitra                |
| Ružomberok         | 4 – 1             | Rimavská Sobota      |
| Senec              | 0 – 4             | Slovan Bratislava    |
| Žilina             | 2 – 0             | Baník Ružiná         |
| Senica             | 7 – 1             | DAC Dunajská Streda  |
| 29 agosto 2012     |                   |                      |
| Moravany nad Váhom | 1 – 2             | Sereď                |
| Sokol Dolná Ždaňa  | 0 – 1             | Domino               |
| Kalinkovo          | 1 – 3             | Tatran Prešov        |
| Spartak Trnava     | 3 – 1             | Nové Mesto nad Váhom |

## Ottavi di finale
| Squadra 1         | Risultato         | Squadra 2         |
| ----------------- | ----------------- | ----------------- |
| 25 settembre 2012 |                   |                   |
| Spartak Myjava    | 2 – 1             | Nitra             |
| Sereď             | 2 – 3             | Spartak Trnava    |
| Dukla B.B.        | 4 – 1             | Partizán Bardejov |
| Lokomotíva Košice | 1 – 3             | VSS Košice        |
| Žilina            | 3 – 1             | AS Trenčín        |
| Slovan Bratislava | 3 – 2             | ViOn Z.M.         |
| 26 settembre 2012 |                   |                   |
| Domino            | 0 – 4             | Senica            |
| Tatran Prešov     | 1 – 1 (3 – 4 dtr) | Ružomberok        |

## Quarti di finale
| Squadra 1                    | Totale            | Squadra 2      | Andata | Ritorno |
| ---------------------------- | ----------------- | -------------- | ------ | ------- |
| 23 ottobre / 6 novembre 2012 |                   |                |        |         |
| Senica                       | 3 – 3 (2 – 4 dtr) | Žilina         | 1 – 2  | 2 – 1   |
| Dukla B.B.                   | 3 – 4             | Spartak Trnava | 2 – 1  | 1 – 3   |
| 24 ottobre / 6 novembre 2012 |                   |                |        |         |
| VSS Košice                   | 3 – 3 (gfc)       | Spartak Myjava | 2 – 0  | 1 – 3   |
| Slovan Bratislava            | 3 – 3 (gfc)       | Ružomberok     | 2 – 0  | 1 – 3   |

## Semifinali
| Squadra 1  | Totale | Squadra 2         | Andata | Ritorno |
| ---------- | ------ | ----------------- | ------ | ------- |
| VSS Košice | 1 – 6  | Slovan Bratislava | 0 – 3  | 1 – 3   |
| Žilina     | 4 – 3  | Spartak Trnava    | 3 – 2  | 1 – 1   |

### Andata
| Košice 9 aprile 2013, ore 16:30 UTC+2                                           | Košice    | 0 – 3                                         | Slovan Bratislava | Lokomotívy v Čermeli |
| \| \| \| \| \| \| Marcatori \| 48’ Milinković 74’ (rig.) Halenár 90’ Grendel \| |           |                                               |                   |                      |
|                                                                                 |           |                                               |                   |                      |
|                                                                                 | Marcatori | 48’ Milinković 74’ (rig.) Halenár 90’ Grendel |                   |                      |

| Žilina 9 aprile 2013, ore 16:30 UTC+2                                                   | Žilina    | 3 – 2                | Spartak Trnava | Štadión pod Dubňom |
| \| \| \| \| \| Leitner 3’ Majtán 34’ Piaček 41’ \| Marcatori \| 9’ Vlasko 82’ Kaščák \| |           |                      |                |                    |
|                                                                                         |           |                      |                |                    |
| Leitner 3’ Majtán 34’ Piaček 41’                                                        | Marcatori | 9’ Vlasko 82’ Kaščák |                |                    |

### Ritorno
| Arbitro: | Gabriel Michlian |

|                                            |           |                  |
| Milinković 23’ Kuzma 33’ Žofčák 45’ (rig.) | Marcatori | 20’ Gál-Andrezly |

| Arbitro: | Vladimir Vnuk |

|                  |           |             |
| Hodúr 52’ (rig.) | Marcatori | 49’ Leitner |

## Finale
| Arbitro: | Peter Kráľovič |

|  |           |                        |
|  | Marcatori | 27’ Žofčák 49’ Peltier |